# Ба (буква старомонгольского алфавита)
Хэргэни ба (монг. ба усэг) — условно выделяемая буква маньчжурской и старомонгольской письменности, обозначает звонкий губно-губной взрывной согласный. В маньчжурском представлена шестью слогами 1-го раздела силлобария Чжуван чжувэ в диапазоне с 22-го по 27 слог. С учётом всех разделов силлобарии содержит 72 слога с инициалью «Б». Девятый раздел состоит из 112-ти слогов с финалью «Б». Маркерный графический элемент — багвар (монг. закрытая чашка).
Отдельное написание (маньчж. гаргата хэргэнь):

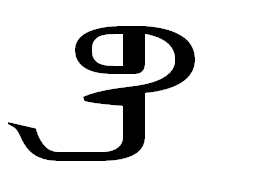
Ба
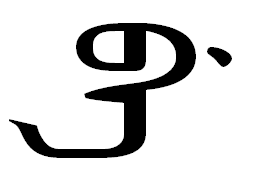
Бэ
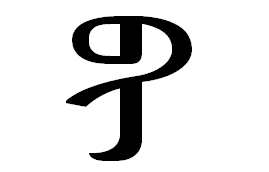
Би
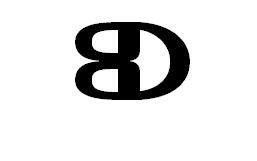
Бо
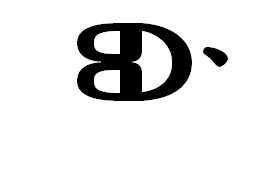
Бу
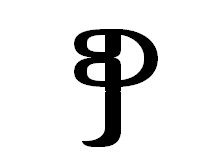
Буу

- Инициаль «Буу» в закрытом слоге с элементом шилбэ.
- При написании в положении конечной буквы «Б», в отличие от конечной буквы «О», имеет более длинный хвост.
- При написании санскритских мантр для передачи буквы бхакар используется буква Ба с кружком.

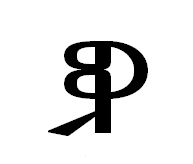
Буу (инициаль)
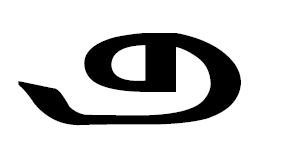
Финаль.
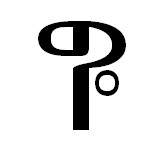
Али гали бха (маньчжурский санскрит)

## Закрытые слоги

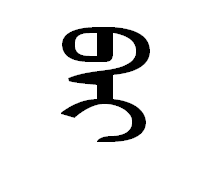
Бай
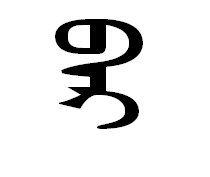
Бар
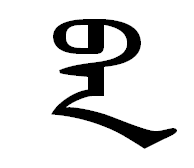
Бань
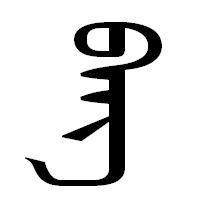
Бан